# Palacio de Montaza
El Palacio de Montaza (en árabe: قصر المنتزة) es un palacio, jardines y un museo en el distrito de Montaza, de Alejandría, Egipto. Fue construido en una meseta baja al este del centro de Alejandría, con vistas a una playa en el mar Mediterráneo.
Los extensos jardines del Palacio Montaza tuvieron primero al Palacio de Salamlek, construido en 1892 por Khedive Abbas II. Fue utilizado como pabellón de caza y residencia para sus acompañantes.
El Presidente Anwar El-Sadat renovó el original Palacio de Salamlek como residencia presidencial oficial. Fue utilizado por última vez por el expresidente Hosni Mubarak.